# Atkinsonia ligustrina
Atkinsonia ligustrina är en tvåhjärtbladig växtart som först beskrevs av Lindley, och fick sitt nu gällande namn av Ferdinand von Mueller. Atkinsonia ligustrina ingår i släktet Atkinsonia och familjen Loranthaceae. Inga underarter finns listade i Catalogue of Life.